# Ritme cinematogràfic
El ritme és la impressió dinàmica donada per la durada dels plans, les intensitats dramàtiques, i, en darrer terme, per efecte del muntatge. El ritme del cinema, però, és ritme visual de la imatge, ritme auditiu del so i ritme narratiu de l'acció.
El ritme es crea: Amb la durada material i psicològica dels plans. Segons quina sigui la durada dels plans, el film tindrà un ritme o un altre.

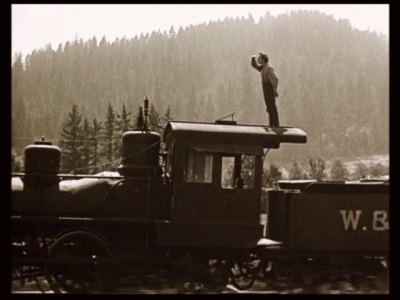
Pla General de Buster Keaton

- Pla General de Buster KeatonPlans de durada més llarga creen un ritme lent
- Plans de curta durada creen un ritme ràpid

El ritme d'un film també està supeditat a la dinàmica del moviment, tant per part de la càmera com dels elements representats. Normalment, però, en un film el ritme varia en funció del tema o del dramatisme de les escenes.
L'equilibri en la durada dels plans s'ha de mantenir amb una certa lògica en cada seqüència, però no forçosament al llarg de tot el film. Amb els elements visuals enquadrats. La combinació dels diversos plans poden accelerar o retardar el ritme: 
- Una successió de primers plans produeix un ritme de gran tensió dramàtica.
- Una successió de plans generals amb imatges àmplies i lluminoses donen una sensació d'optimisme, al contrari que si es tracta d'imatges amb grans ombres que produeixen tristor
- Un pas de pla general a un altre de més tancat pot produir una acceleració de l'esdeveniment gràcies a l'augment de tensió que ocasiona.
- El contrari, de plans curts a llargs, pot produir tant un efecte d'enfonsament com el de calma. Els moviments de càmera col·laboren a crear dins d'un pla un moviment, que potser la mateixa escena no té.